# Gruyère (fromage)
Cet article concerne le fromage d'origine suisse et son appellation. Pour le fromage français, voir Gruyère français. Pour les autres significations, voir Gruyère.
Le gruyère est un fromage suisse qui tire son nom de la Gruyère, région du canton de Fribourg, d’où il provient originellement.
Il bénéficie d'une appellation d'origine protégée, qui a remplacé le 7 mai 2013 l'appellation d'origine contrôlée instaurée le 6 juillet 2001. Sa zone de production s'étend aux cantons de Fribourg, Vaud, Neuchâtel, Jura, à l'arrondissement du Jura bernois, ainsi qu'aux communes de Ferenbalm, Guggisberg, Mühleberg, Villars-les-Moines, Rüschegg et Schwarzenburg dans le canton de Berne.
Le gruyère d'alpage est, quant à lui, fabriqué seulement dans une cinquantaine d'alpages répartis dans trois cantons : Fribourg, Vaud, Jura bernois ; celui de Vaud fabrique, en 2014, les trois cinquièmes de la production.
Sa meilleure période de consommation s'étend d'octobre à février.
Le gruyère est l'un des fromages les plus consommés en Suisse. C'est aussi l'un des plus connus et exportés dans le monde, avec l'emmental. Le gruyère est parfois surnommé le « roi des fromages ». Les deux sont parfois confondus dans le langage courant, alors que contrairement à l'emmental, le gruyère n'a pas de trous.

## Histoire
Le mot gruière vient de l'ancien haut allemand et signifie vert. En ancien français il désigne une « forêt soumise à la juridiction du gruier ou juge gruier, appelé aussi verdier, garde forestier et garde-chasse chargé de juger les délits qui y sont commis ».
La première mention du mot gruyère pour désigner un fromage remonte au XVIIe siècle, mais depuis l'Antiquité cette région est connue pour produire un fromage gras.
Cependant, l'invention du fromage de Gruyère tel qu'on le connaît aujourd'hui (fromage à pâte dure, mûri à des températures et dans des conditions précises, après caillage à la présure de lait chauffé à basse température) est la conséquence de l'évolution agro-pastorale des populations des Préalpes fribourgeoises et de leur économie au cours du XVIIe siècle, comme le montrent les travaux de Nicolas Morard.
Pendant le XVIIIe siècle, des Fribourgeois s'établissent dans les cantons de Vaud, du Valais, en Franche-Comté, dans le Jura et en Savoie, exportant avec eux leur savoir-faire.
En 1762, l'Académie française ajoute le mot gruyère à son dictionnaire en spécifiant qu'il s'agit d'un fromage provenant de la région de Gruyères. Puisqu'il provient d'un toponyme, ce mot est un onomastisme.
Le gruyère est exporté traditionnellement vers la France sous l’Ancien Régime, puis ce marché décline. Au milieu du XIXe siècle, des marchands bernois d’emmental qui cherchent de nouveaux débouchés pour leur fromage, pénètrent le marché français en prétendant que leur produit est du gruyère. De cette tromperie sur la marchandise est née la confusion en France entre gruyère et emmental.

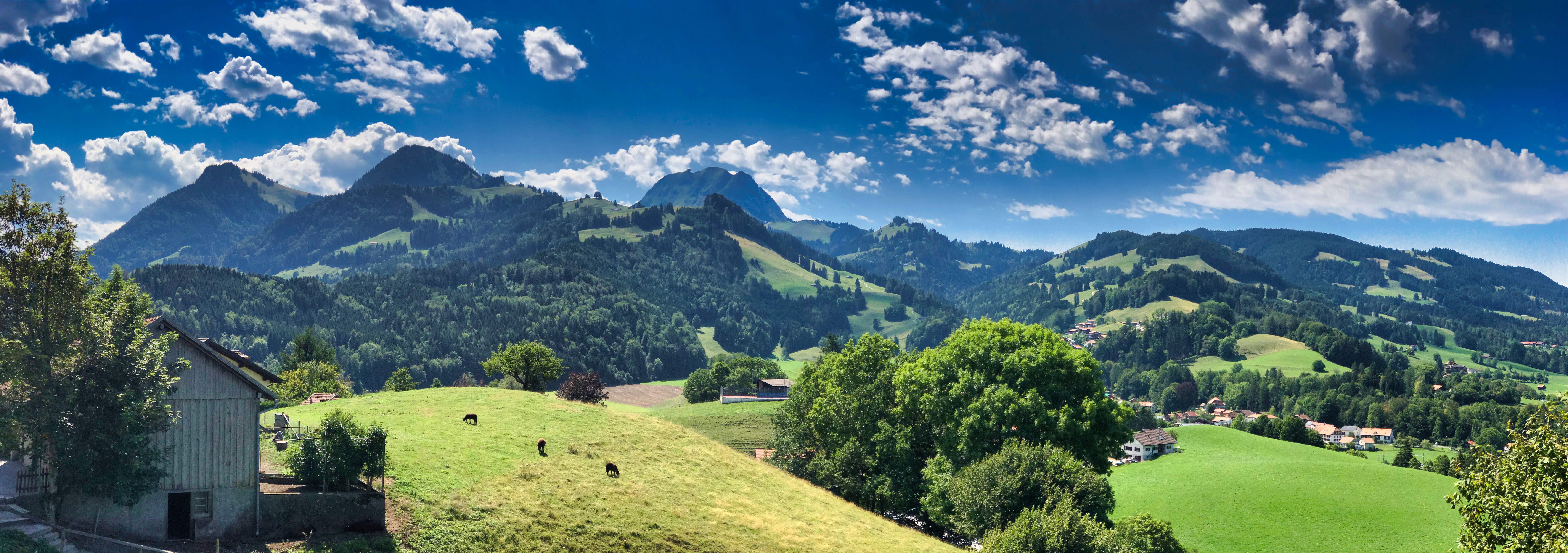
Paysage de la Gruyère, marqué par l'économie laitière.

## Description

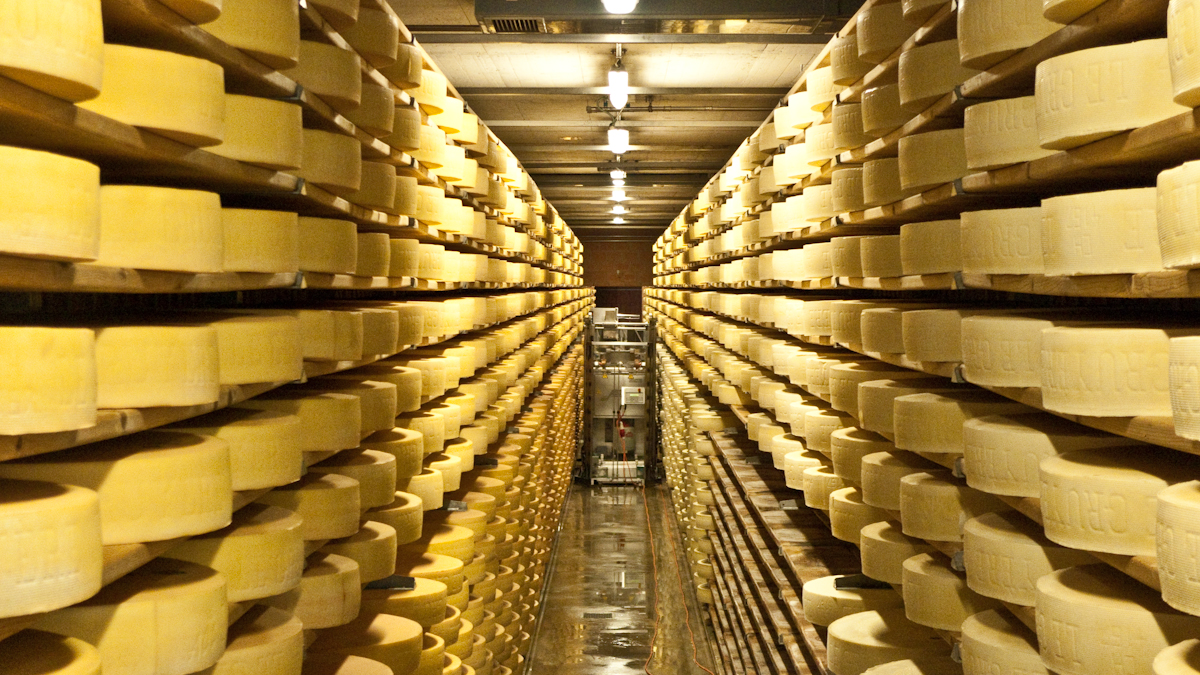
Une cave d'affinage en Suisse.

C'est un fromage au lait de vache entier, à pâte pressée cuite, mais au lait cru. Sa meule a une forme ronde et présente une croûte emmorgée, grainée, uniformément brunâtre et saine. Le format doit être normal et bien proportionné. Le talon de la meule doit être légèrement convexe. Ses dimensions doivent être pour sa hauteur, de 9,5 à 12 cm, pour son diamètre, de 55 à 65 cm, et pour un poids de 25 à 40 kg
Il faut environ 400 litres de lait pour une meule de 35 kg. Le fromage est affiné pendant une période qui durera entre cinq et douze mois. Cinq mois pour atteindre le stade du gruyère doux, huit mois environ pour le mi-salé, dix mois pour le salé et au moins douze mois pour le surchoix. Lors de cet affinage les meules sont retournées et frottées à l'eau salée. Ce fromage ne présente pas de trous, contrairement à son homonyme français,, ; son cahier des charges précise que la présence d’ouverture est « souhaitable mais pas indispensable », idéalement celles-ci sont « rares ou aveugles », et qu'il peut être fendu.
Le Gruyère AOP se décline en quatre variétés.
Le « Gruyère AOP Classic », au goût fin aromatique, demande un affinage minimum de cinq mois. Le « Gruyère AOP Réserve » est le résultat des meilleurs meules sélectionnées, affinées avec grand soin pendant dix à dix-huit mois dans les caves ; cet affinage lui donne une pâte tendre et un goût corsé. Le « Gruyère d'alpage AOP » est un fromage produit d'avril-mai à octobre dans des alpages des préalpes fribourgeoise et vaudoise, du Jura vaudois et des Montagnes neuchâteloises ; il est également affiné durant dix à dix-huit mois et possède un goût aromatique au fin bouquet dû à l'herbage diversifié des pâturages de montagnes. Le « Gruyère AOP BIO », affiné durant 5 mois au minimum, est uniquement fabriqué avec du lait provenant de producteur respectant les normes de Bio Suisse.
En outre, dans le commerce de détail suisse, le Gruyère est usuellement catégorisé en fonction de sa durée d'affinage : doux (5-6 mois d'affinage), mi-salé (7-8 mois), salé (9-10 mois), surchoix (11-12 mois) ou vieux (14 mois et plus), cet étiquetage connaissant de légères variations en fonction du distributeur,,.

## Fabrication

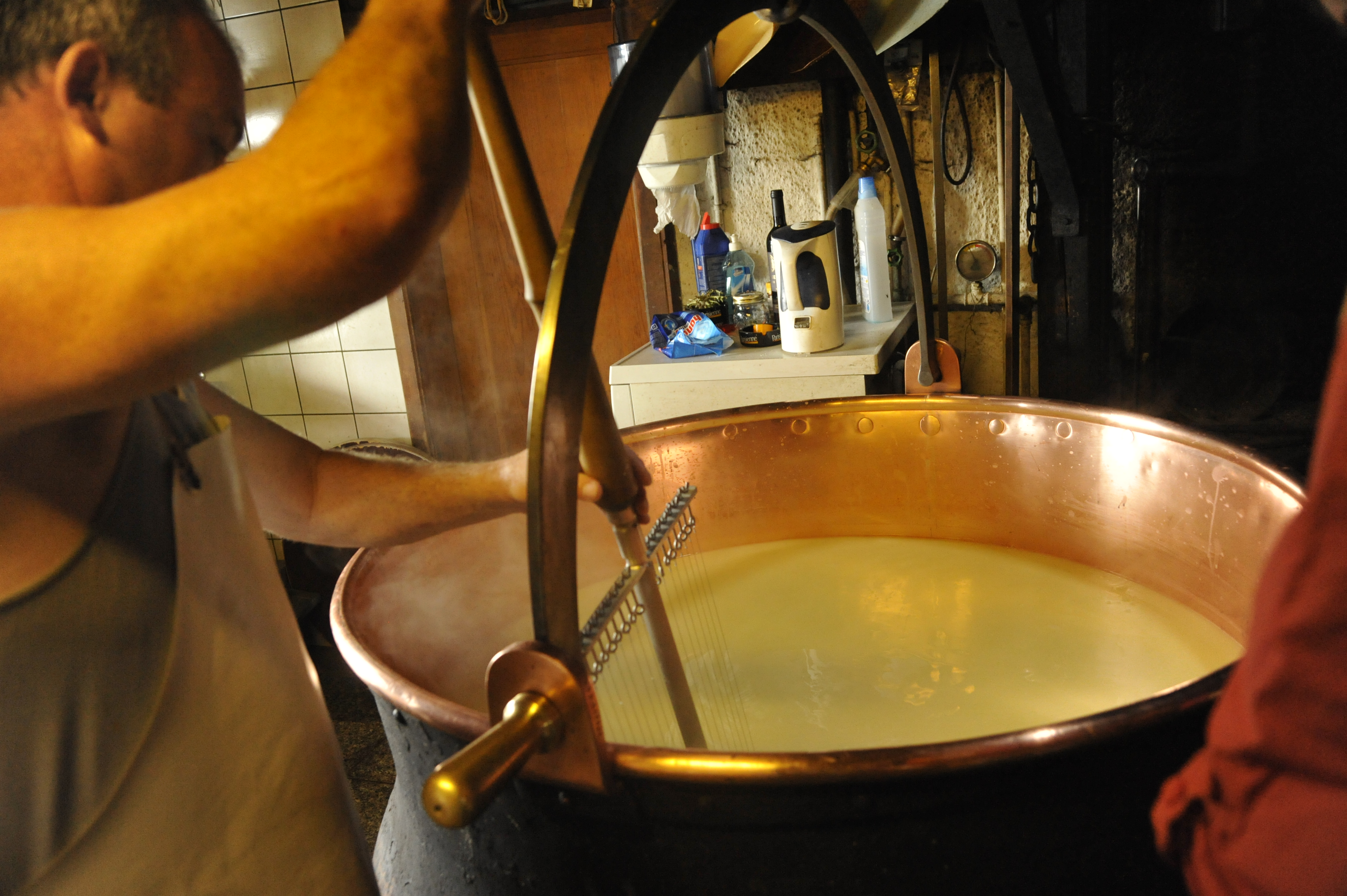
Le décaillage à l'aide du tranche caillé.

La fabrication du fromage, qu’il soit de coopérative ou d’alpage, ne diffère que par l’époque réduite pour l’alpage, l’automatisation en coopérative et les quantités.
Après un chauffage du lait à basse température, autour de 32 °C, les ferments et la présure sont ajoutés et la température maintenue jusqu’au caillage. Une fois le lait caillé, le fromager le coupe avec le « tranche caillé » jusqu’à l’obtention de petits grains. Ces petits grains formeront le fromage, et le reste du produit de la coagulation forme le petit-lait qui n'est destiné aux cochons que dans les fromageries d'alpage. Ce mélange continue de chauffer quelques minutes avant que le fromager monte la température jusqu’à 57 °C où il demeure pendant environ 50 minutes.
Ici, une différence notable a lieu entre les deux types de fromage.
- En coopérative, le mélange de grains de fromage et de petit lait est pompé jusqu’aux moules en acier inoxydable permettant de récupérer le petit lait par-dessous. L’opération se poursuit autant de fois que l’on peut remplir des moules avant la mise sous presse allant de 250 à 900 kg progressivement. Plusieurs dizaines de fromages peuvent ainsi sortir dans la matinée
- Pour le fromage d’alpage, il n’y a ni pompe ni automatisme mais le fromager qui glisse une toile le long du fond de la chaudière en cuivre à l’aide d'une baguette métallique qui sert à faire glisser la toile afin de récupérer les grains. Avec un aide, cette toile pleine de grains de fromage est sortie par les quatre coins et portée dans le moule en plastique comportant la mention gruyère d’alpage avant d’être mis sous presse.

La fabrication du gruyère
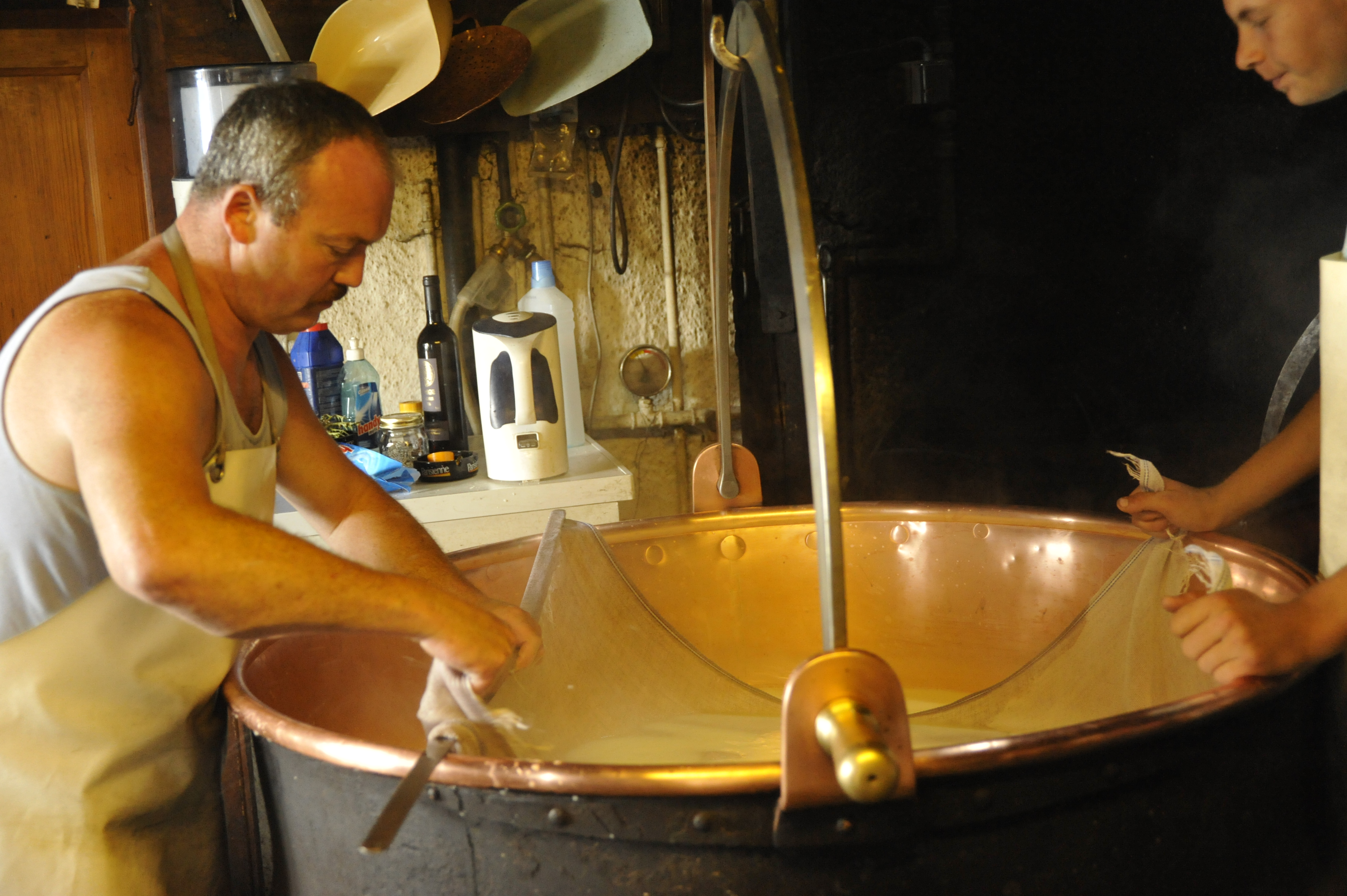
Installation de la baguette sur la toile.
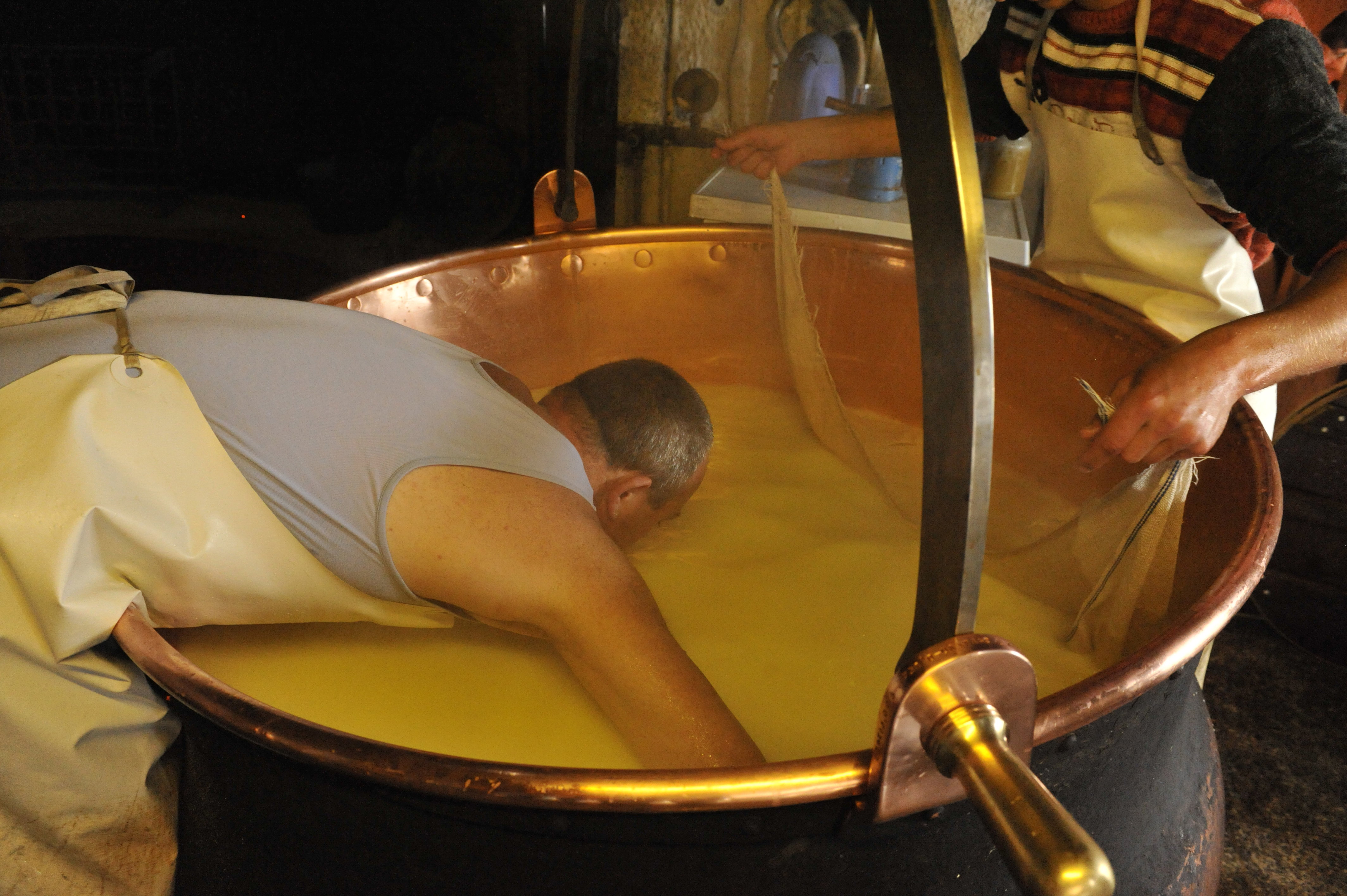
Mise en place de la toile au fond de la chaudière.
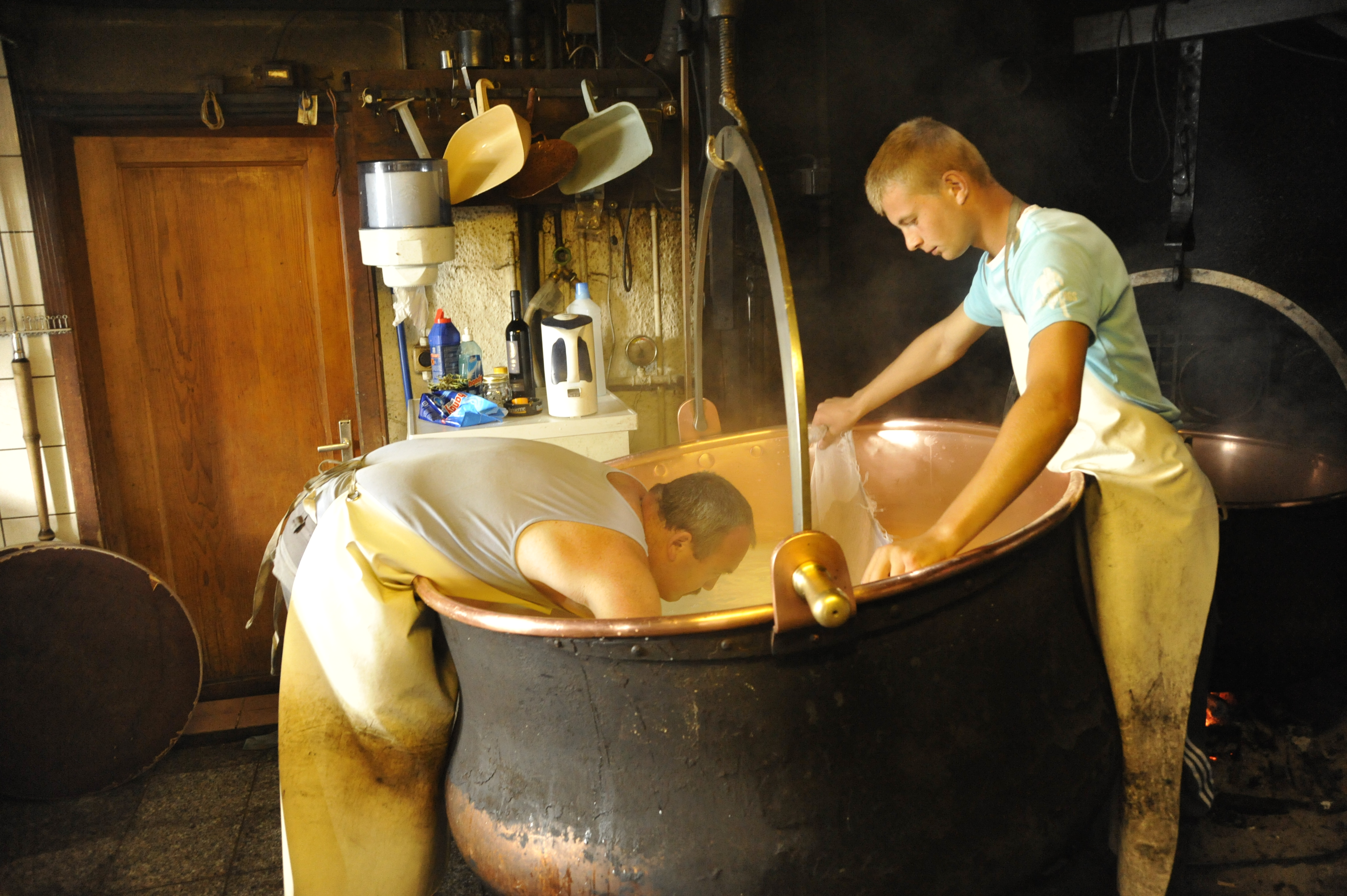
Ramassage complet des grains de fromage.
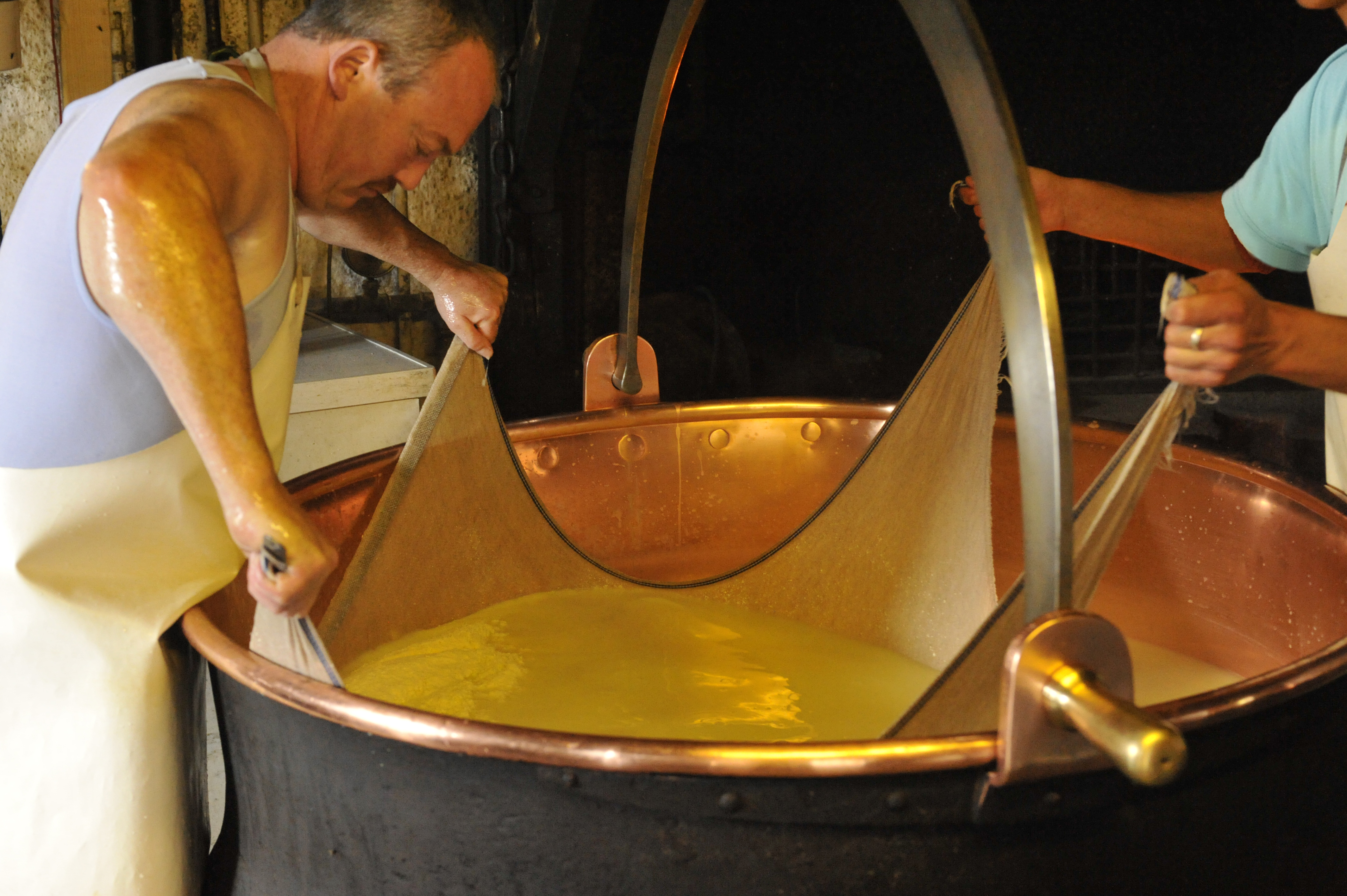
Relevage de la toile pleine.
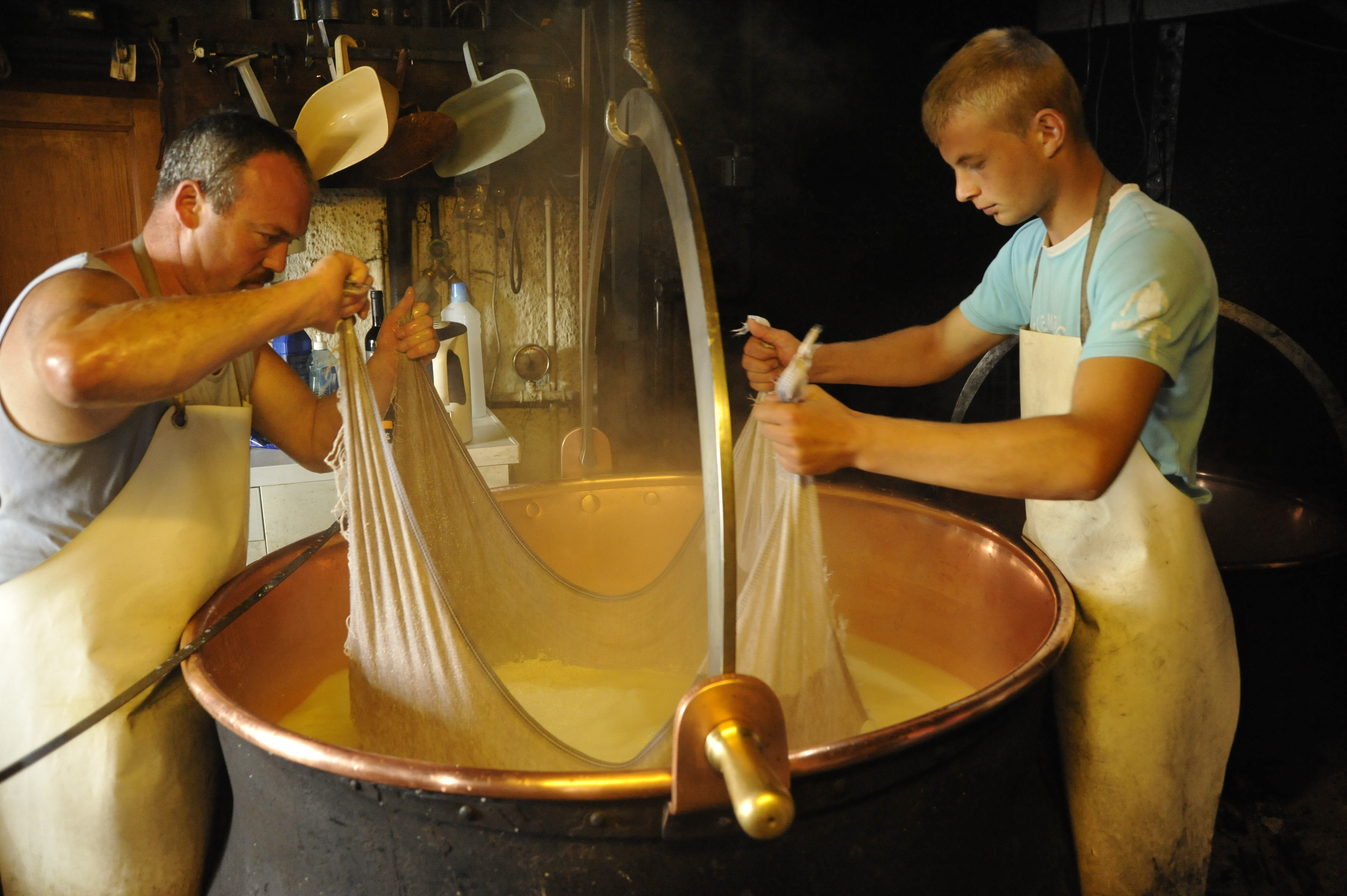
Récupération des grains.
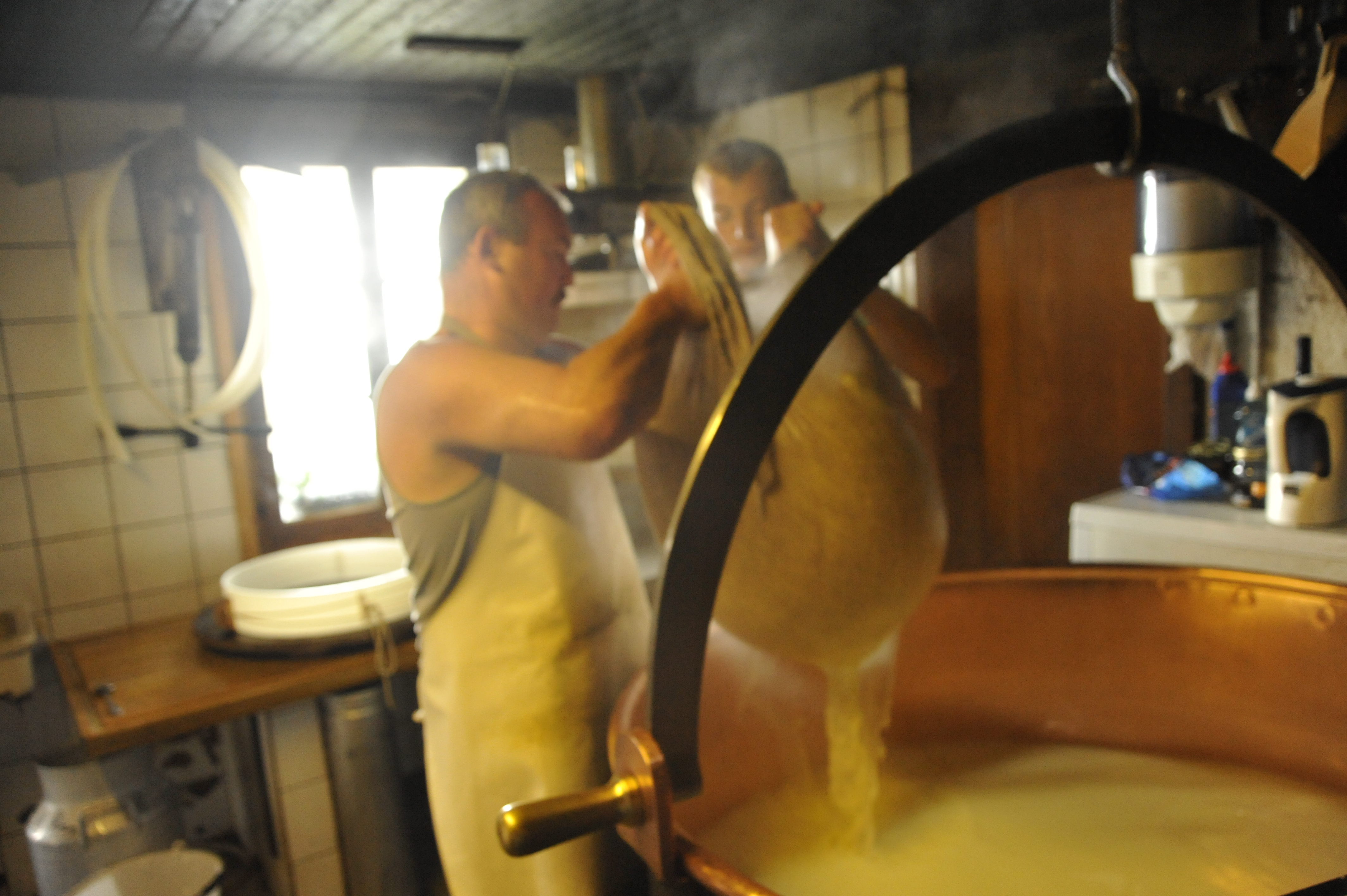
Sortie des grains de fromage.
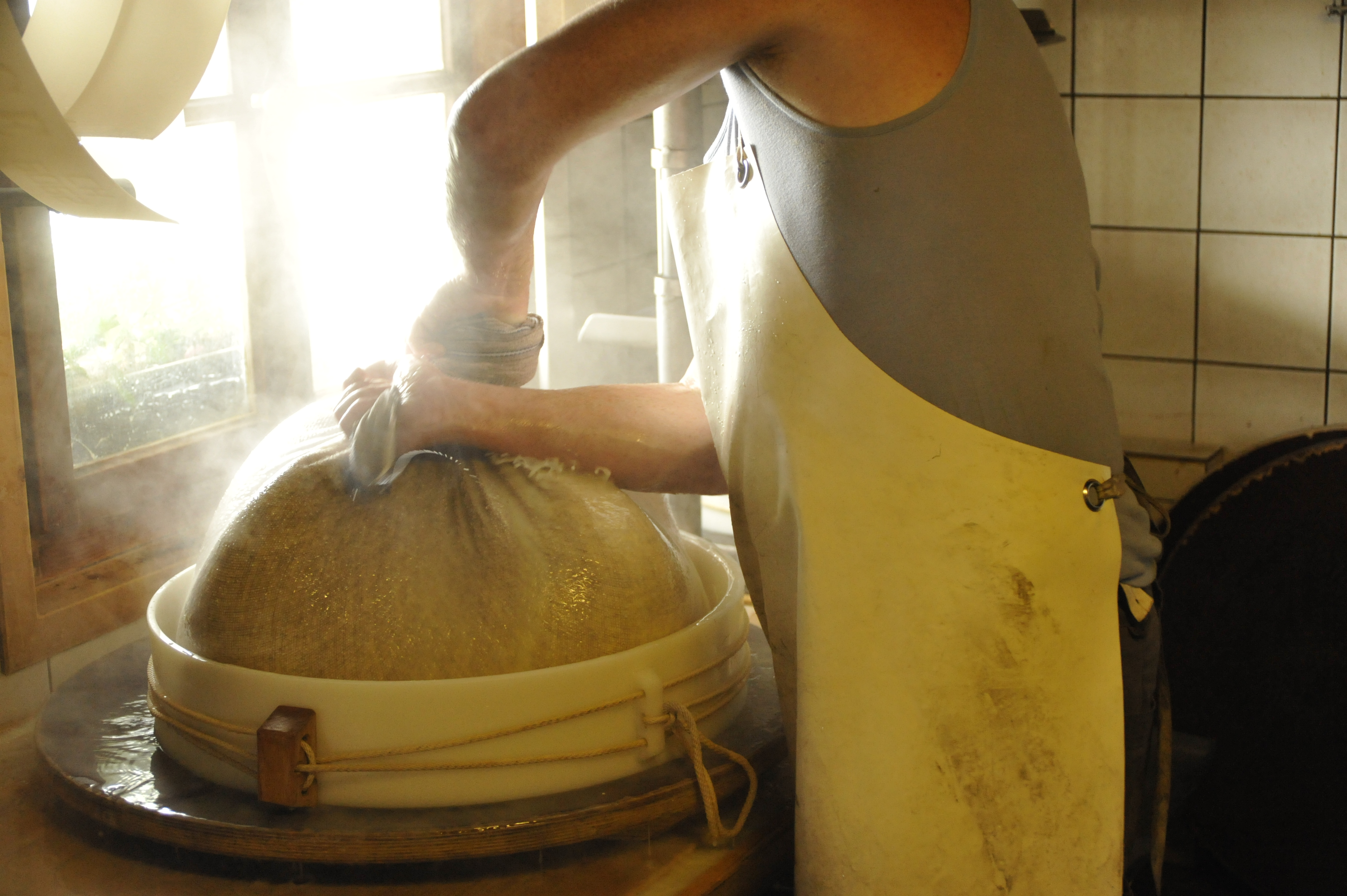
Mise en place du futur fromage dans le moule.
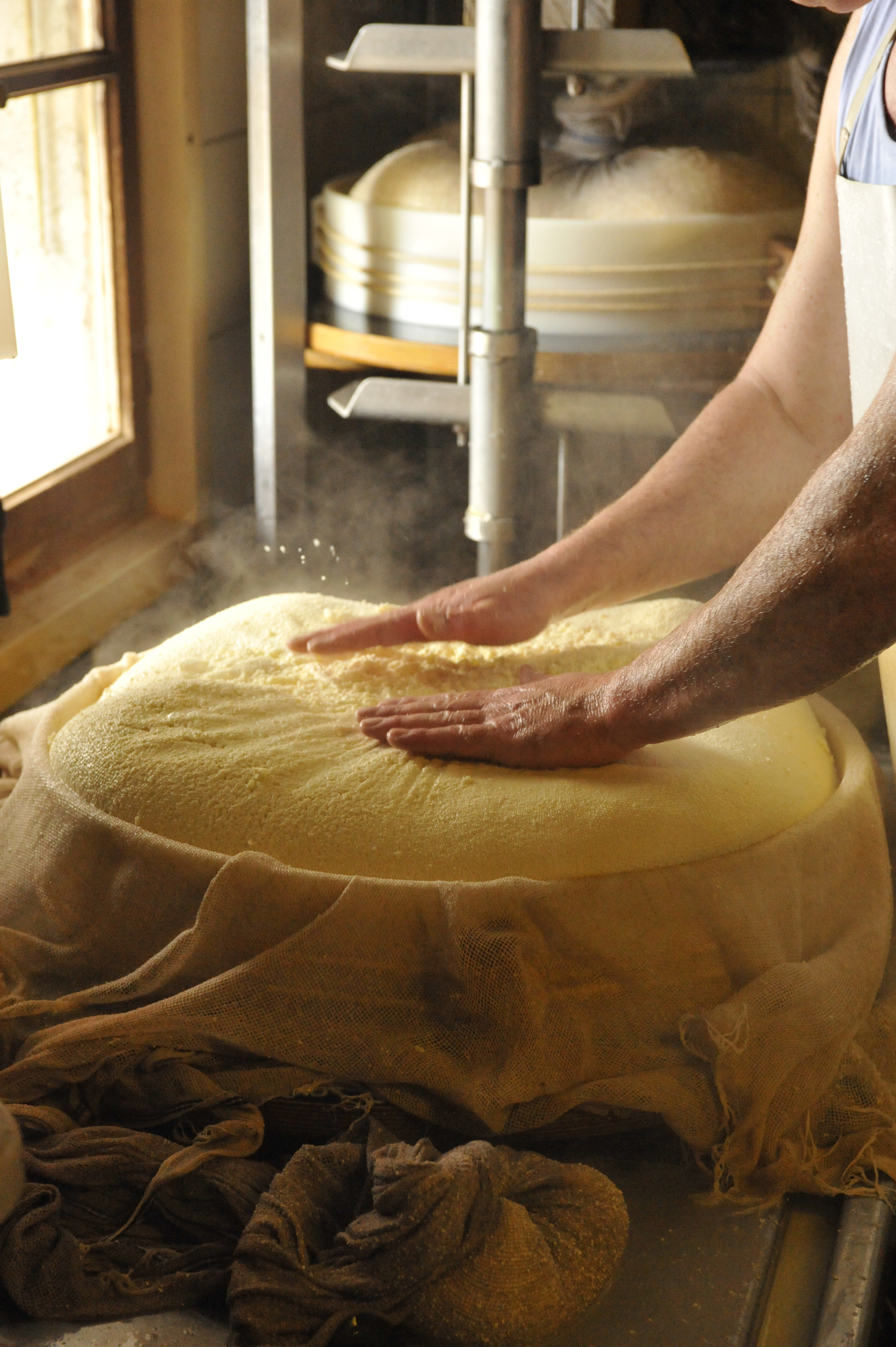
Mise en forme et préparation au pressage.

À ce stade, entre le premier pressage et les suivants, le marquage intervient par la mise en place d’une petite étiquette en caséine. Le marquage consiste à établir pour le consommateur la carte d’identité du fromage.
- En haut, en gros chiffres noirs la date du jour et le numéro du fromager au sein de la coopérative.
- Dans l’ovale, l'étiquette en caséine, le numéro d’agrément du producteur vis-à-vis de la confédération.
- De part et d’autre de l’ovale : l’année de production et en dessous le numéro de la meule.

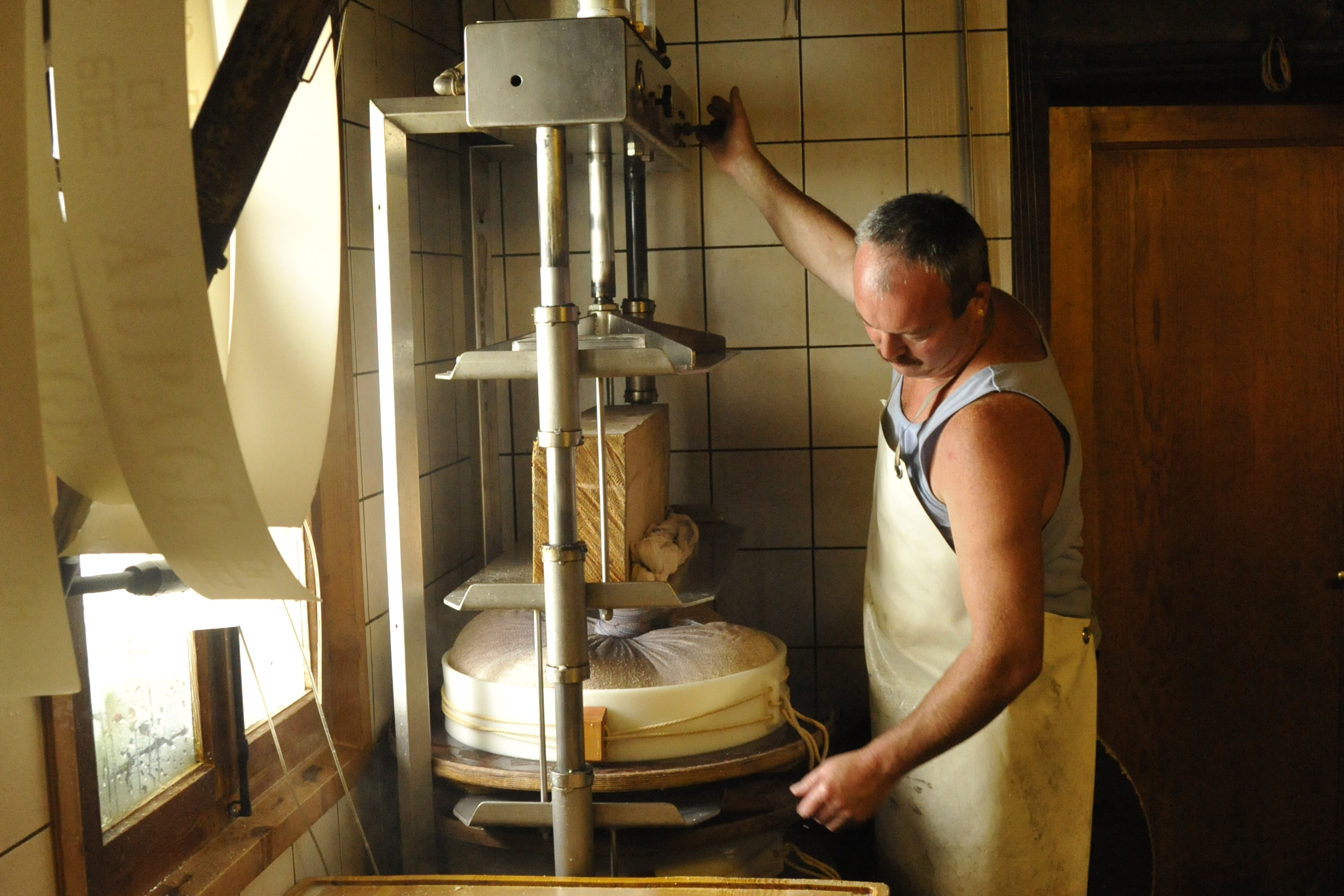
Mise sous presse.
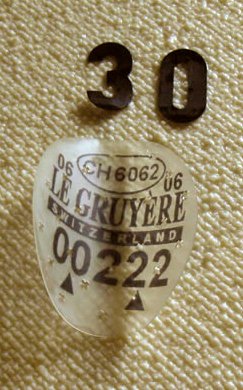
Étiquette en caséine.
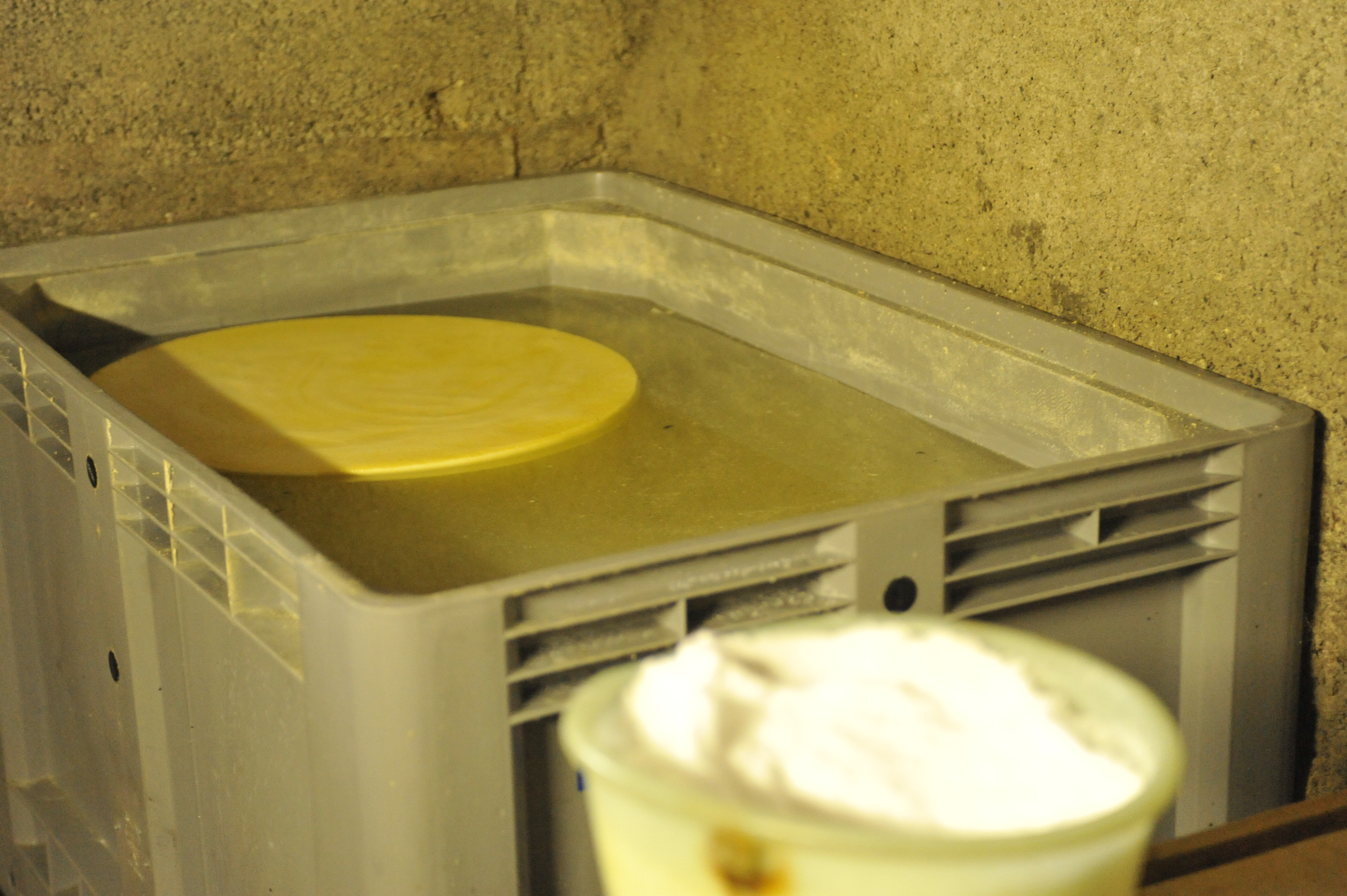
Bain de saumure.
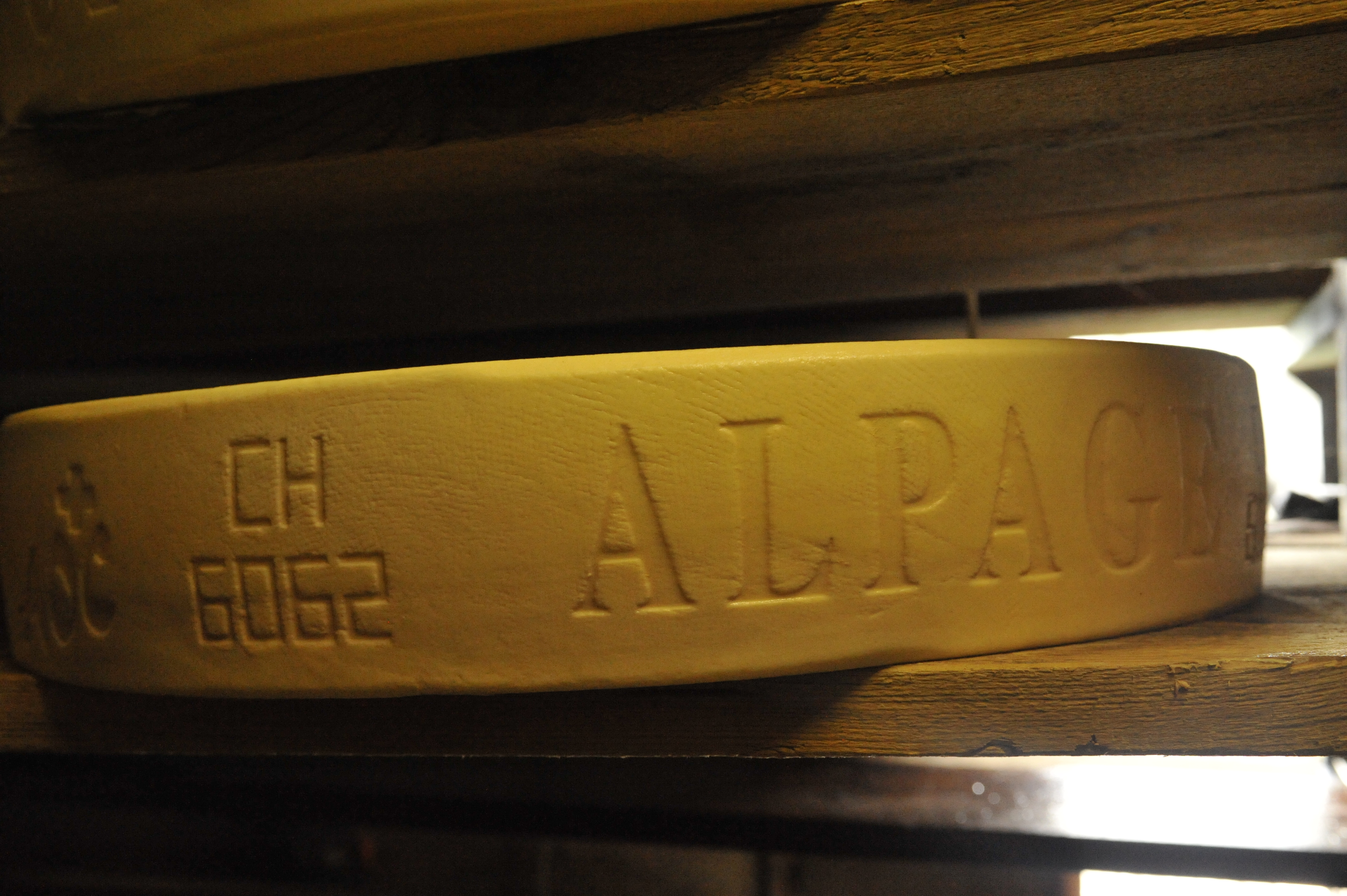
Fromage du jour.
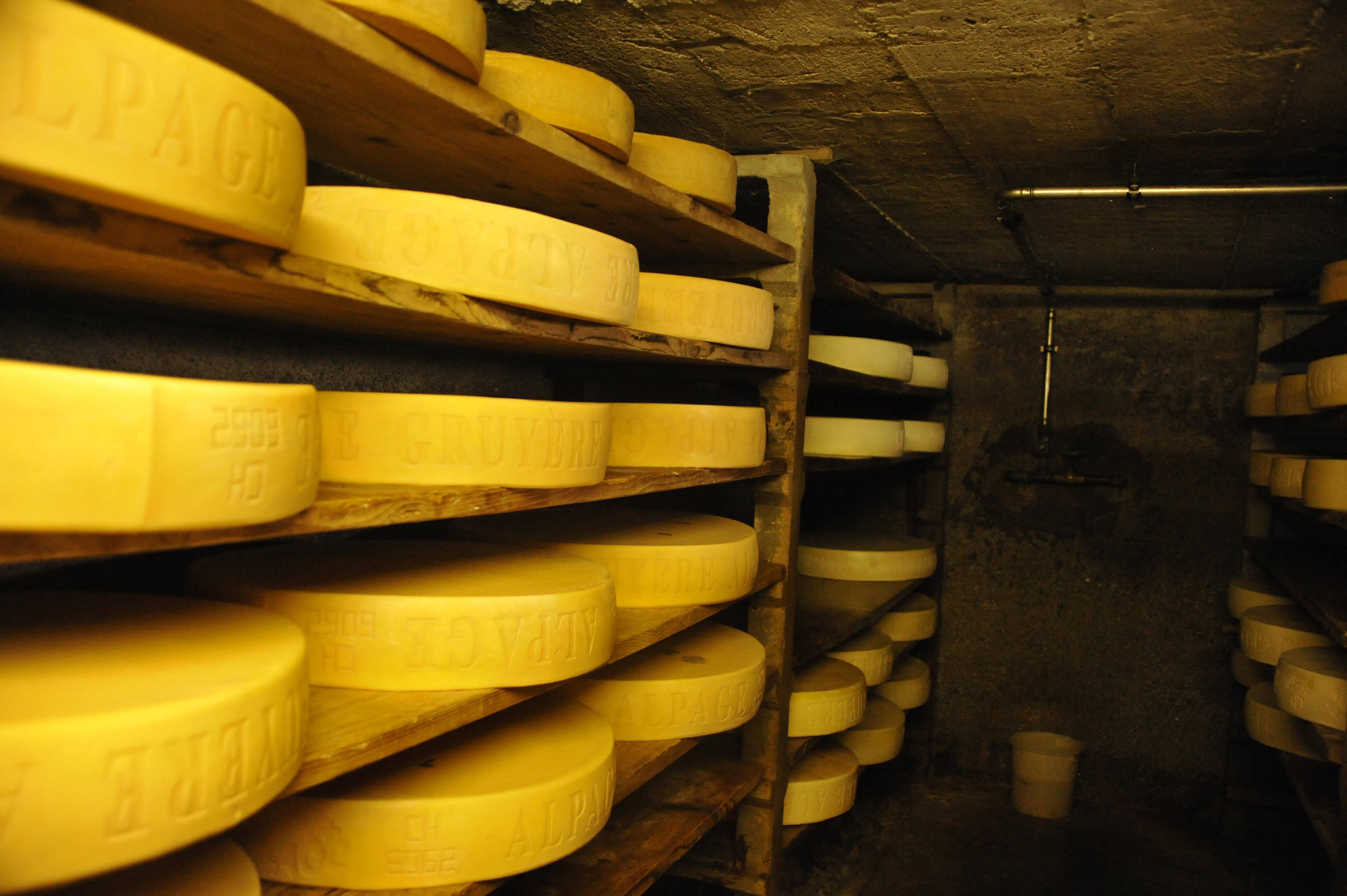
Vieillissement en cave.
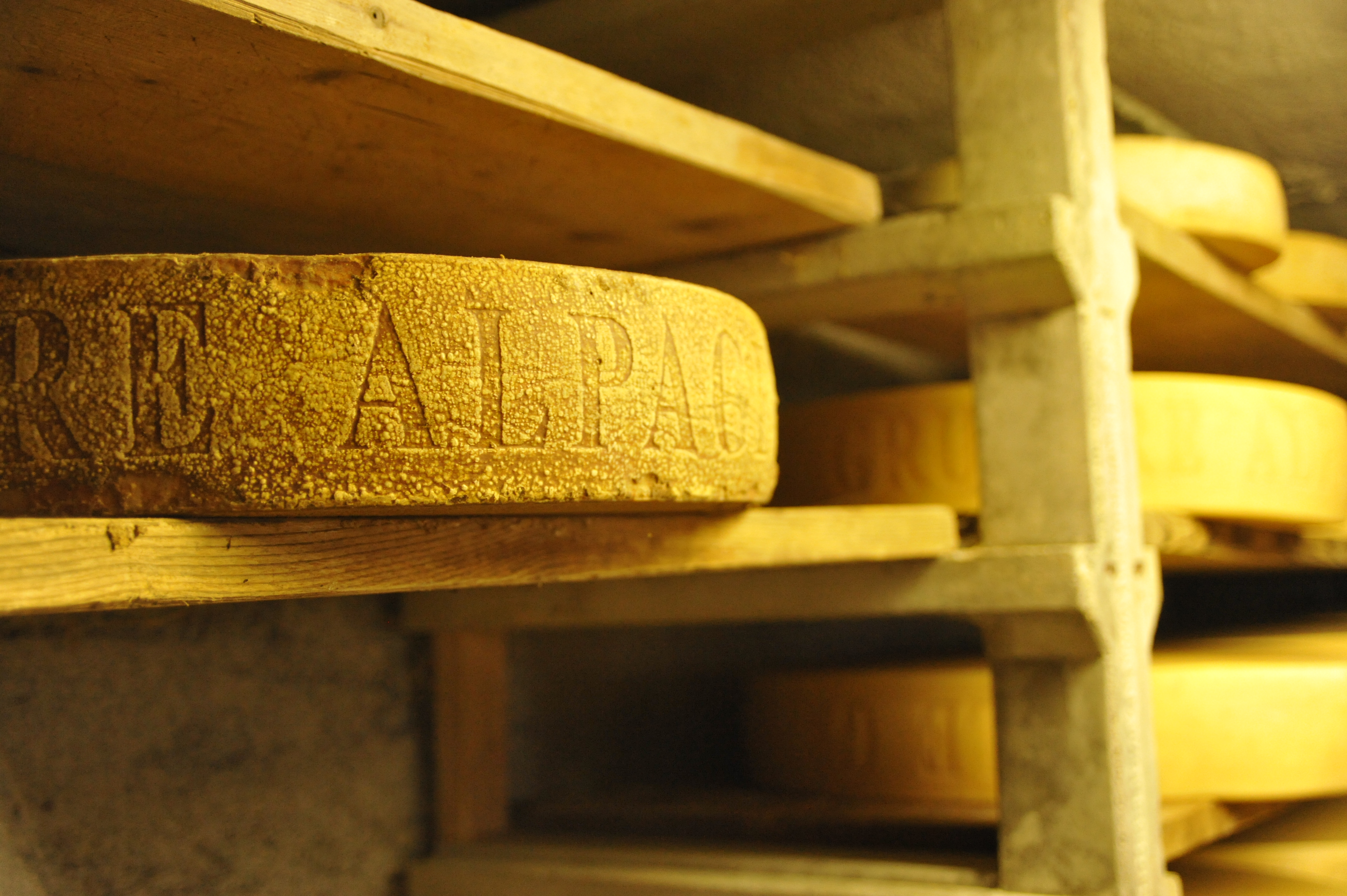
Fromage vieux.

Le lendemain, au sortir du pressage, un prélèvement vétérinaire peut être fait de façon aléatoire.
Les fromages sont ensuite immergés dans un bain de saumure à 20 % de sel pendant vingt-quatre heures.
La mise en cave commence avec un salage quotidien puis hebdomadaire pour une période variant de huit à vingt-quatre mois selon un fromage jeune ou vieux.

## Production

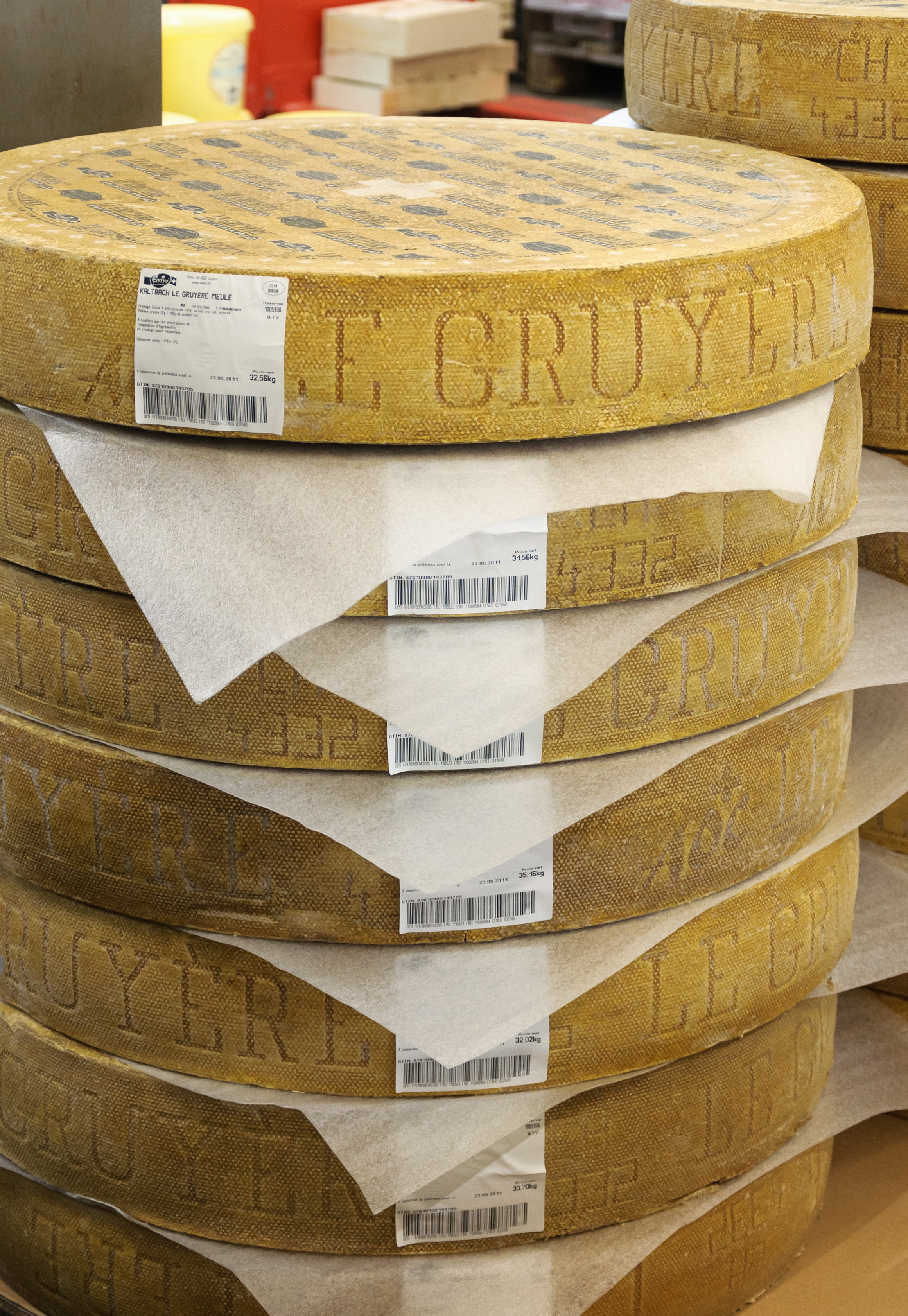
Meules de gruyère sur le marché international de Rungis.

Pour la première fois en 2009, la production de gruyère AOC a dépassé la production d'emmental AOC. Néanmoins, en 2010, l'Emmental AOC restait le fromage suisse le plus exporté avec 20 000 tonnes par an, soit le double du Gruyère AOC.
En 2010, sur deux-cent-vingt-huit fromageries, cinquante-deux sont des fromageries d’alpage AOC. Sur la production de 28 817 t, 480 000 kg proviennent des fromageries d’alpage AOC.
Chaque année un indicateur économique est publié dans le magazine officiel de l'Interprofession du Gruyère où se trouvent les données économiques de production, comparaison des ventes en Suisse et à l'exportation, comparaison des ventes sur dix ans.

## AOC, AOP et IGP

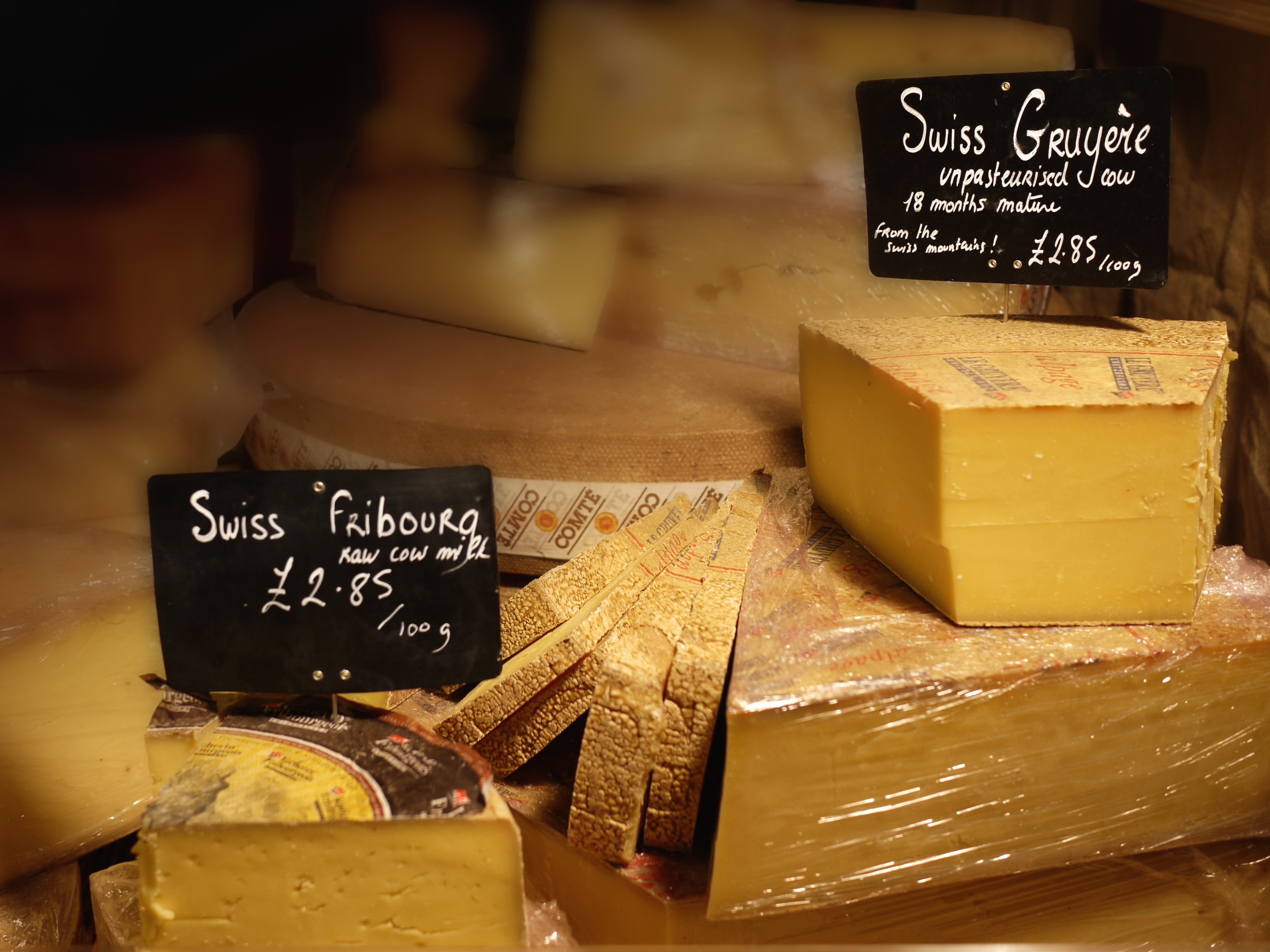
Gruyère AOP vendu sur un marché britannique

La convention internationale de Stresa sur les fromages (1951) reconnaît que le mot gruyère est une propriété franco-suisse, les deux pays possédant son droit d'utilisation.
En 2001, la Suisse dépose une AOC suisse par l'interprofession du gruyère. En 2007, la France promulgue un décret d’appellation d'origine contrôlée (AOC française) pour le gruyère français, et demande également une reconnaissance du nom au niveau de l'Union européenne en introduisant une requête d'AOP européenne. À la suite du contentieux entre les producteurs des deux pays, la France accepte finalement les recommandations de la Commission européenne, et renonce à l’AOP européenne au profit d'une IGP européenne.
Aujourd'hui et plus précisément depuis le 7 mai 2013, le « Gruyère suisse » est protégé par une appellation d’origine protégée (AOP) qui remplace désormais l'appellation d'origine contrôlée (AOC).
Aux États-Unis, le terme « gruyère » n'est pas protégé. En 2021, un tribunal de district fédéral américain décidait que le terme désigne, aux États-Unis, un type de fromage et non une origine géographique, et qu'il ne pouvait donc pas être enregistré en tant qu'appellation d'origine protégée,.